# Nights in White Satin
«Nights in White Satin» es un sencillo de 1967 de The Moody Blues, extraído de su álbum Days of Future Passed.

## Historia de la canción
«Nights in White Satin» no fue una canción muy popular el día de su primer lanzamiento, debido principalmente a sus más de siete minutos que duraba el tema en el álbum. La canción se publicó como sencillo con una duración total de cuatro minutos y veintiséis segundos, inferior a la duración en la que aparecía en el LP Days of Future Passed. Para ello, se le despojó de una parte orquestal y los versos poéticos que constaban al final del tema en la versión del álbum. En algunos sencillos, «Nights in White Satin» aparecía acreditado a Redwave, supuestamente un pseudónimo usado por su autor real Justin Hayward. Como cara B, el sencillo tenía el tema inédito «Cities».
La canción fue relanzada en 1972, tras el éxito que estaban recibiendo en aquella época otras canciones semejantes de larga duración, como «Hey Jude» (1968) o «Layla» (1971). En Estados Unidos alcanzó el número 2 en la revista Billboard y el número 1 en la lista de Cash Box. Obtuvo por ello un disco de oro por haberse vendido un millón de copias del sencillo. También fue número 1 en Canadá. La canción fue lanzada asimismo con el título de «Noches de seda» cantada enteramente en español. En su publicación original en Gran Bretaña, la canción había alcanzado el puesto número 19; en 1972, al comienzo de su éxito en Estados Unidos, la canción volvió a entrar en la lista musical británica, en donde subió diez posiciones más arriba que la vez anterior, hasta alcanzar el puesto número 9 a finales de ese año. La canción fue nuevamente relanzada en 1979, y por tercera vez subió a la lista británica de éxitos hasta alcanzar el puesto número 14.
Justin Hayward, uno de los miembros de la banda, escribió el tema a la edad de diecinueve años, y tomó como inspiración para el título unas sábanas de satén que una amiga le había regalado. La canción trataba sobre un ansiado amor lejano, lo que llevó a los fanes a pensar en la canción como la de un amor no correspondido de Hayward. La London Festival Orchestra realizó los acompañamientos orquestales de la introducción, la interpretación final del coro, así como la sección del «lamento final», todas estas partes presentes en la versión original de la canción en el álbum. Los demás sonidos orquestales a lo largo de la canción fueron producidos por el teclado mellotron de Mike Pinder, que vendría a definir el sonido de los Moody Blues a partir de entonces.
Según el libro The Apocalypse Now Book de Peter Cowie, la canción «Nights in White Satin» fue la opción original para la apertura del film Apocalypse Now, antes de que «The End», de The Doors, fuera finalmente escogida. Martin Scorsese la utilizó en 1995, en su film Casino.
En 2009 el director Rob Zombie uso la canción para una de las escenas iniciales en Halloween II.
En 2012, el director Tim Burton usó la canción para los créditos iniciales de su película Sombras tenebrosas.

## Adaptaciones

### Versión de Il Divo
El cuarteto musical Il Divo compuesto por cuatro cantantes masculinos: el suizo Urs Bühler, el español Carlos Marín,  el estadounidense David Miller y el francés Sébastien Izambard, versionaron a cuatro voces melódicas el tema, incluido en su álbum Siempre de 2006.

### Sandra
«Nights in White Satin» es el primer sencillo del sexto álbum de Sandra, Fading Shades. Fue una versión de la canción de mismo título que interpretara originalmente el grupo británico The Moody Blues.
La canción fue acogida con una recepción dispar por parte de la crítica musical especializada. El tema fue lanzado como sencillo avanzadilla de su álbum durante la primavera de 1995, aunque no lograría igualar el éxito de los anteriores sencillos de Sandra. La canción llegó al número 1 en Israel, y entró en el top 20 en Finlandia y Australia. En Alemania solo alcanzaría en las listas musicales el puesto número 86 (número 64 en las listas musicales radiofónicas). Se convirtió así en su sencillo menos exitoso de los que se editaron en su país hasta la fecha. En el Reino Unido, no llegó a entrar en la lista musical de éxitos.
La voz masculina que acompañaba a Sandra en la canción era la de Andy «Angel» Hard, cantante que también había prestado su voz en 1993 en el tema «Return to Innocence», del proyecto musical Enigma creado por Michael Cretu en 1990.
El vídeo musical, dirigido por Andy «Angel» Hart, sólo mostró primeros planos del rostro de la cantante, debido al avanzado estado de gestación en la que ésta se encontraba dentro de su embarazo. La portada de Fading Shades fue tomada precisamente de este vídeo musical.

### Sencillo
«Nights in White Satin»
- CD sencillo

1. Radio Edit - 3:35
2. Techno Mix - 5:29

- CD maxi

1. Radio Edit - 3:35
2. Club Mix - 6:05
3. Techno Mix - 5:29
4. Jungle Mix - 6:09
5. Dub Version - 4:02

- Sencillo 12"

A1: Club Mix - 6:05
A2: Techno Mix - 5:29
B1: Jungle Mix - 6:09
B2: Dub Version - 4:02

### Posiciones
| País (1995)   | Puesto alcanzado |
| ------------- | ---------------- |
| Alemania      | 86               |
| Israel        | 1                |
| Nueva Zelanda | 34               |

## Versiones
Selección de artistas que versionaron la canción «Nights in White Satin» en sus trabajos discográficos:
- Franck Pourcel: orquestal, en su álbum 100% Pourcel (1968)
- Nomadi: «Ho difeso il mio amore», en su álbum I Nomadi (1968)
- Dalida: «Un po' d'amore», en su álbum Un po' d'amore (1968)
- Eric Burdon and War: en su álbum doble The Black-Man's Burdon (1970)
- Deodato: instrumental, en su álbum Deodato 2 (1973)
- Giorgio Moroder: «Knights in White Satin», en su álbum Knights in White Satin (1976)
- The Dickies: en su álbum Dawn of the Dickies (1979)
- Marie Laforêt: «Blanche nuit de satin», en su sencillo de 1982
- The Shadows: instrumental, en su álbum Moonlight Shadows (1986)
- Jacky Cheung: «昨夜夢魂中» («En mi sueño anoche»), en su álbum 昨夜夢魂中 (En mi sueño anoche) (1988)
- James Last and Orchestra: orquestal, en su álbum Pop Symphonies (1991)
- David Lanz: orquestal y al piano, respectivamente, en su álbum doble Skyline Firedance: The Orchestral Works and The Solo Works (1990)
- Alain Bashung: en su álbum Osez Joséphine (1991)
- Sandra: en su álbum Fading Shades (1995)
- Nancy Sinatra: en su álbum One More Time (1995)
- Jennifer Rush: en su álbum Out of My Hands (1995)
- Mario Frangoulis: «Notte di luce», en su álbum Sometimes I Dream (2002)
- God is an Astronaut: instrumental, en su álbum The End of the Beginning (2002)
- Declan: en su álbum Thank You (2006)
- Il Divo: «Notte di luce», en su álbum Siempre (2006)
- Glenn Hughes: en su álbum Music for the Divine (2006)
- Tina Arena: en su álbum Songs of Love & Loss 2 (2008)
- Midnight Movies: en su EP Nights (2008)
- Collide: en su álbum These Eyes Before (2009)
- Bettye LaVette: en su álbum Interpretations: The British Rock Songbook (2010)
- Transatlantic: en el bonus CD de su álbum Kaleidoscope (2014)
- Larkin Poe grabó en 2020 otra versión de la canción en su LP de versiones llamado Kindred Spirits.

Fuente: grandorchestras.com, rateyourmusic.com, dalida.com, discogs.com